# Giotti Victoria Automotive
Giotti Victoria Automotive Srl ist ein italienischer Hersteller von Automobilen.

## Unternehmensgeschichte
Das Unternehmen hat seinen Sitz laut italienischen Handelsregister in Poggibonsi in der Provinz Siena. Davon abweichend wird aber auch Barberino Val d’Elsa genannt.
Das Unternehmen stellt seit 2006 Automobile her. Der Markenname lautet Giotti.

## Fahrzeuge
Das erste Pkw-Modell Ginko war ein Kleinstwagen mit 274 cm Länge. Für den Antrieb sorgte ein Zweizylindermotor von Lombardini mit 500 cm³ Hubraum. Die Motorleistung betrug 16 PS beim Dieselmotor und 20 PS beim Ottomotor.
2022 besteht das Sortiment aus den Pkw-Modellen Glory 500, Glory 500e, Glory 580 und Glory iX5. Es sind Sport Utility Vehicles, bei denen es eine Verbindung zu DFSK Motor aus der Volksrepublik China gibt.
Daneben gibt es die Nutzfahrzeuge Evo, Top, Top 2.8, Top Electric und Top Double Cab.
Im Jahr 2024 begann die Produktion der beiden SUV-Modelle V5 und V6.